# Geografia Ukrainy
Ukraina jest drugim co do powierzchni krajem Europy. Znajduje się w centrum Europy Wschodniej. Od południa graniczy z Morzem Azowskim i Morzem Czarnym, na południowym zachodzie z Rumunią, Mołdawią, Węgrami, Słowacją i Polską, na północy z Białorusią, a od wschodu z Rosją.

## Powierzchnia, skrajne punkty i granice
Powierzchnia – 603 700 km².
Skrajne punkty to:
- na północy – wieś Petriwka w obwodzie czernihowskim
- na wschodzie – wieś Wczesny Świt w obwodzie ługańskim
- na południu – przylądek Sarycz na Krymie
- na zachodzie – miasto Czop

Łączna długość granic Ukrainy wynosi 7340 km, z tego granice lądowe to 4558 km (62%), a morskie 2782 km (38%).

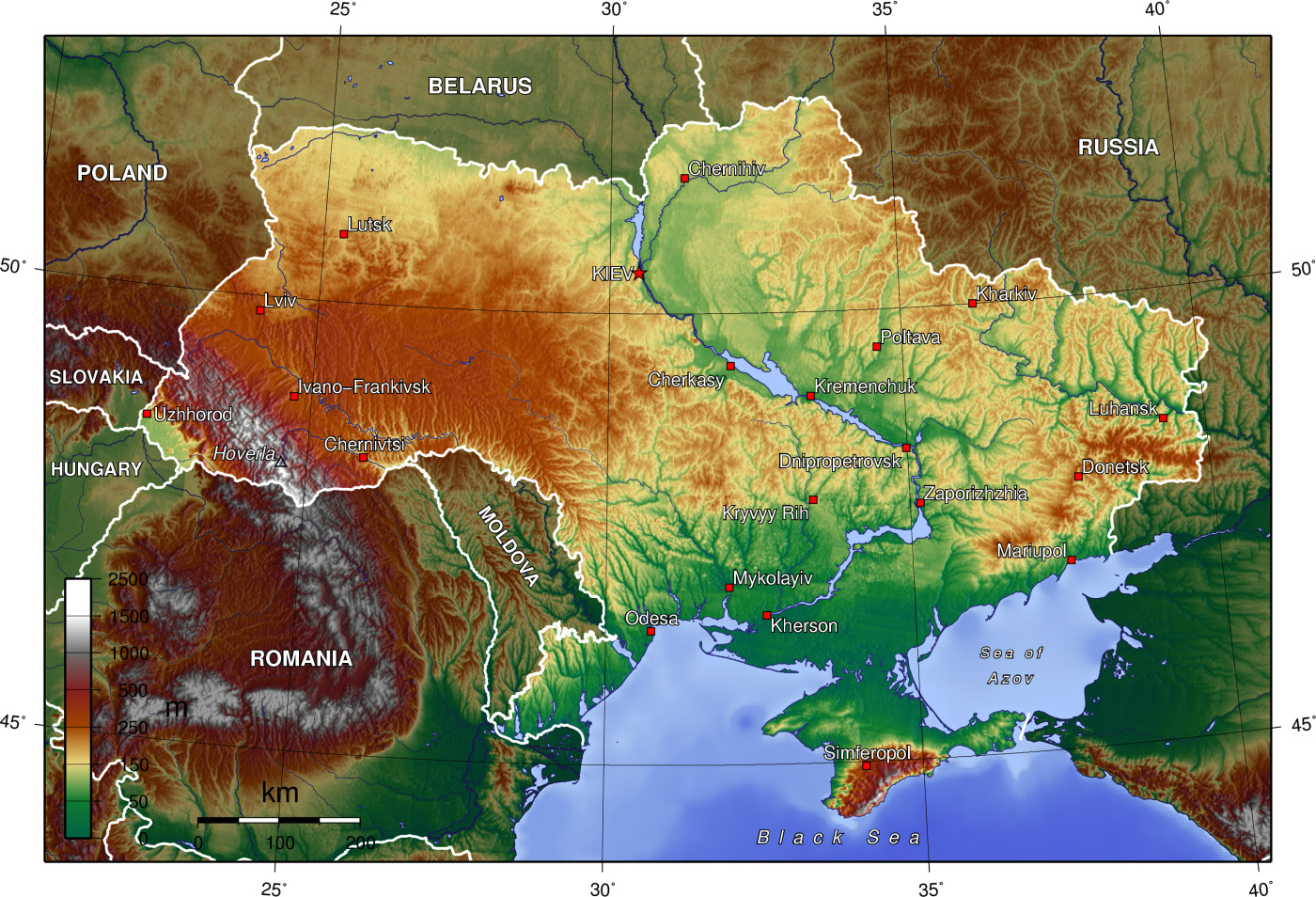
Mapa fizyczna Ukrainy

Długość granic z sąsiadującymi państwami jest następująca:
- Rosja 1576 km (21%)
- Mołdawia 939 km (13%)
- Białoruś 891 km (12%)
- Polska 535 km (7%)
- Rumunia (łącznie) 531 km (7%)
  - w tym granica południowa 169 km (2%)
  - w tym granica zachodnia 362 km (5%)
- Węgry 103 km (1%)
- Słowacja 90 km (1%)

## Powierzchnia i ukształtowanie terenu
Powierzchnia Ukrainy z wyjątkiem Karpat na zachodzie i Gór Krymskich jest równinna. Należy w większości do Niziny Wschodnioeuropejskiej w skład której wchodzą: Wyżyna Wołyńsko-Podolska, Wyżyna Naddnieprzańska, południowa część Wyżyny Środkoworosyjskiej, południowa część Niziny Poleskiej, Nizina Naddnieprzańska, Wyżyna Doniecka, Wyżyna Nadazowska, Nizina Czarnomorska. Wyżyny Ukrainy są niewysokie, ich przeciętna wysokość wynosi od 200 do 300 m n.p.m. Ukraińskie niziny są obszarami o wysokości od 100 do 150 m n.p.m. Karpaty ciągnące się w południowo-zachodniej części Ukrainy są to góry średnich wysokości, najwyższy szczyt – Howerla w paśmie Czarnohory ma 2061 m n.p.m. Na terytorium Ukrainy nie występują depresje, najniższym punktem (0 m n.p.m.) jest Morze Czarne.

## Geologia
Na zachodzie i południu znajdują się strefy fałdowe alpidów: Karpat i Gór Krymskich.
Główną jednostką geologiczną Ukrainy jest jednak platforma wschodnioeuropejska (płyta rosyjska), w której skład wchodzą: tarcza ukraińska, płyta wołyńsko-podolska, zapadlisko dońsko-donieckie, zapadlisko przyczarnomorskie. Obszar ten jest zbudowany z prekambryjskich skał krystalicznych przykrytych młodszymi osadami o różnej miąższości. Podłoże Równiny Północnej i dna Morza Czarnego stanowi płyta scytyjska. W granicach Ukrainy wyróżnia się centralnie położony masyw ukraiński, jego południowo-zachodni skłon jest zbudowany z osadowych skał paleozoicznych (kambru, syluru i dewonu) i mezozoicznych (kreda). Zapadlisko dnieprowsko-donieckie wypełnione jest sfałdowanymi skałami górnopaleozoicznymi. Południowy skłon krystalicznego masywu woroneskiego. Powierzchnię wymienionych jednostek strukturalnych pokrywają osady pochodzące z transgresji morskiej w młodszym trzeciorzędzie. Najmłodsze osady to czwartorzędowe pokrywy glin morenowych i piasków glacjofluwialnych (na północy) oraz osadów pylastych (głównie lessów, na południu), związane z tzw. zlodowaceniem dnieprowskim (objęło północną część Ukrainy), a także holoceńskie torfy i aluwia rzeczne.

## Klimat
Znaczna część Ukrainy jest położona w zakresie klimatu umiarkowanego kontynentalnego, natomiast południe (na przykład Krym) – morskiego. Obszar kraju znajduje się najczęściej pod wpływem polarnomorskich i polarnokontynentalnych mas powietrza.
Bilans promieniowania wynosi na północy 35 kcal/cm², a na południu 50 kcal/cm². Najbardziej charakterystyczną cechą klimatu Ukrainy jest jego wzrastający z zachodu na wschód kontynentalizm termiczny. W związku z tym roczne amplitudy temperatury powietrza wahają się od 25 °C we Lwowie do 30 °C w Starobielsku.  Średnia temperatura w styczniu wzrasta od −8 °C na północnym wschodzie do −4 °C we Lwowie; na południowym wybrzeżu Krymu jest wyższa od 0 °C;. W lipcu 18–19 °C na północnym wschodzie do 23–24 °C we Lwowie. Absolutne minima na wschodzie poniżej −40 °C, na południowym wybrzeżu Krymu poniżej −15 °C, maksima na większej części Ukrainy 36–39 °C, w strefie stepowej 41 °C. Okres bez przymrozków wynosi 150–160 dni na północnym wschodzie, 200–220 dni na południu i 240–260 dni na południowym wybrzeżu Krymu
Na terenie kraju przeważa również kontynentalny rozkład opadów z maksimum w ciepłym okresie roku. Roczna suma opadów maleje z północnego zachodu (600 mm) na południowy wschód (400 mm).  W Górach Krymskich rocznie spada 1000–1200  mm, w Karpatach Ukraińskich do 1600 mm. Opady są głównie letnie (czerwiec–lipiec), zaś na południowym wybrzeżu Krymu w zimie (grudzień–styczeń). Pokrywa śnieżna leży od około 3 tygodni na Półwyspie. Krymskim do ponad 3 miesięcy w strefach: leśno-stepowej i  strefie lasów mieszanych. Grubość pokrywy śnieżnej największa jest w lutym, w Górach Krymskich około 40 cm, w Karpatach 70–80 cm. Latem na południu i wschodzie występują częste suchowieje (wiatr wschodni i południowo-wschodni), przenoszące duże ilości pyłu; co 2–3 lata występują susze (głównie w lipcu–sierpniu).

## Rzeki i jeziora Ukrainy

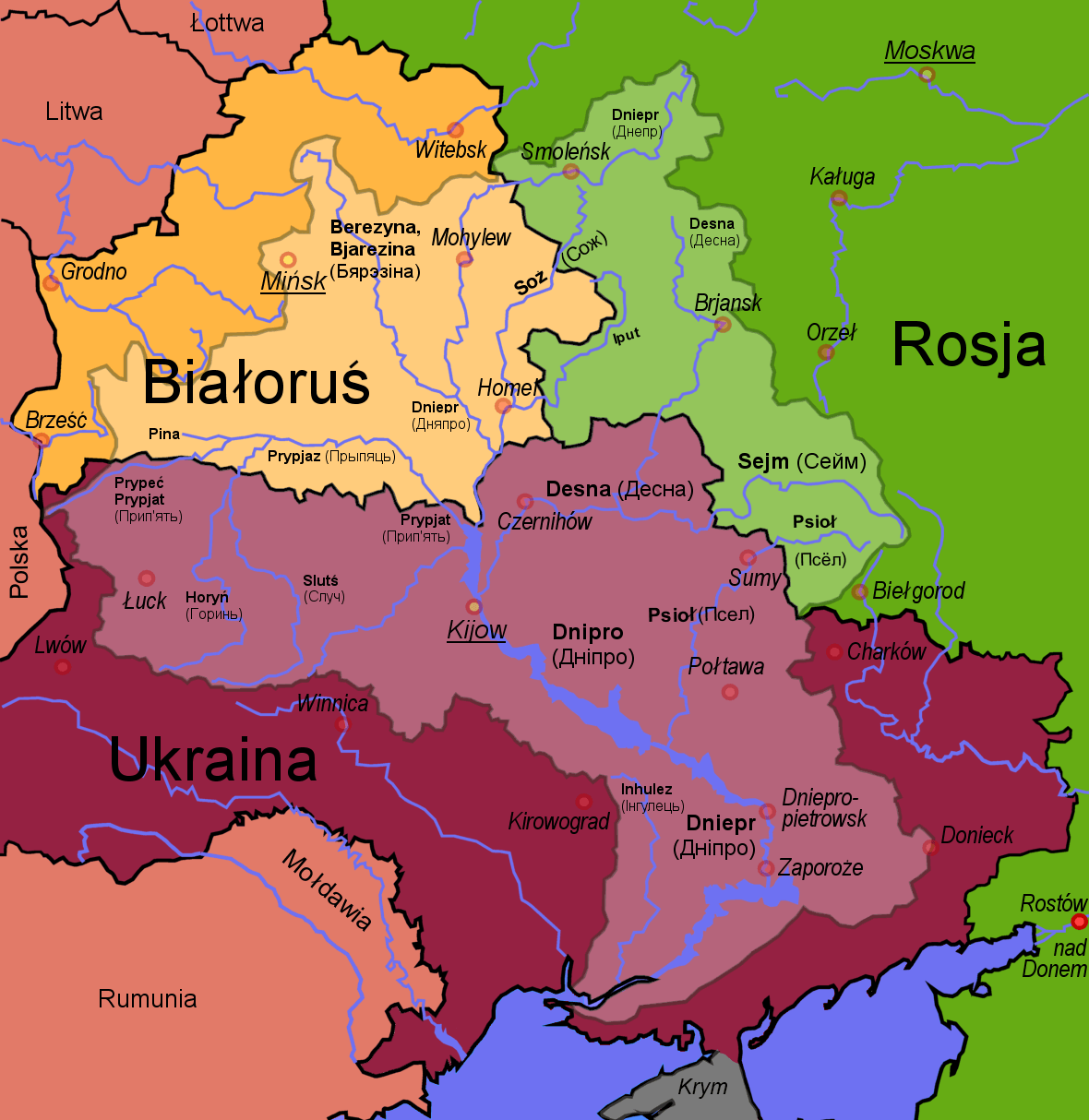
Zlewnia Dniepru

Większość rzek Ukrainy (ponad 90%) należy do dorzecza Morza Czarnego i Azowskiego, reszta do dorzecza Morza Bałtyckiego (dopływy Sanu, Wieprza i Bugu). Największą rzeką jest Dniepr z Prypecią i Desną, oprócz niego do największych należą Doniec, Boh, Dniestr, Dunaj z Cisą i Prutem.
Największym jeziorem słodkowodnym jest przydunajskie jezioro Sasyk (pomiędzy deltą Dunaju i Dniestru, powierzchnia 205 km²), a słonowodnym – jezioro Sasyk-Sywasz na Krymie (71 km²). Największym limanem jest Liman Dniestrowski (powierzchnia 360 km²). Na Ukrainie znajduje się około 3000 naturalnych jezior, z czego większość stanowią jeziora o powierzchni do 0,1 km² – tylko 30 ma powierzchnię większą niż 10 km², a tylko 13 – ponad 50 km².
Na Ukrainie znajduje się 25 435 sztucznych zbiorników wodnych. Największym z nich jest Kaskada Dniepru.

## Gleby
W północnej części kraju największy obszar zajmują gleby bielicoziemne. W lasach spotyka się szare gleby leśne. Na bagnach wykształciły się gleby bagienne i torfowo-bagienne.
Dominującym typem gleb są czarnoziemne zajmujące ok. 60% kraju, co stanowi blisko 40% światowych zasobów tego typu gleb. Występują one w strefie stepu i lasostepu. W północnej części lasostepu największą powierzchnię zajmują czarnoziemy ubogie w próchnicę (4-5%), natomiast w południowej jego części rozwinęły się czarnoziemy o zawartości próchnicy 6-6,5%. Niską zawartością próchnicy charakteryzują się także czarnoziemy leżące w północnej części stepu (3-4%).
Południową część Niziny Czarnomorskiej i Krymu zajęte są przez gleby ciemnokasztanowe. Na Nizinie Zakarpackiej dominującym typem są kwaśne gleby brunatne. W Górach Krymskich zaznacza się różnica w pokrywie glebowej związana z ekspozycją stoków – stoki północne pokryte są szarymi glebami leśnymi, a południowe czerwonoziemami.
Obszary zasolone zajmują na Ukrainie 330 tysięcy ha. Najwięcej tego typu gleb występuje w Republice Autonomicznej Krymu oraz w obwodach : chersońskim, dniepropietrowskim i ługańskim.

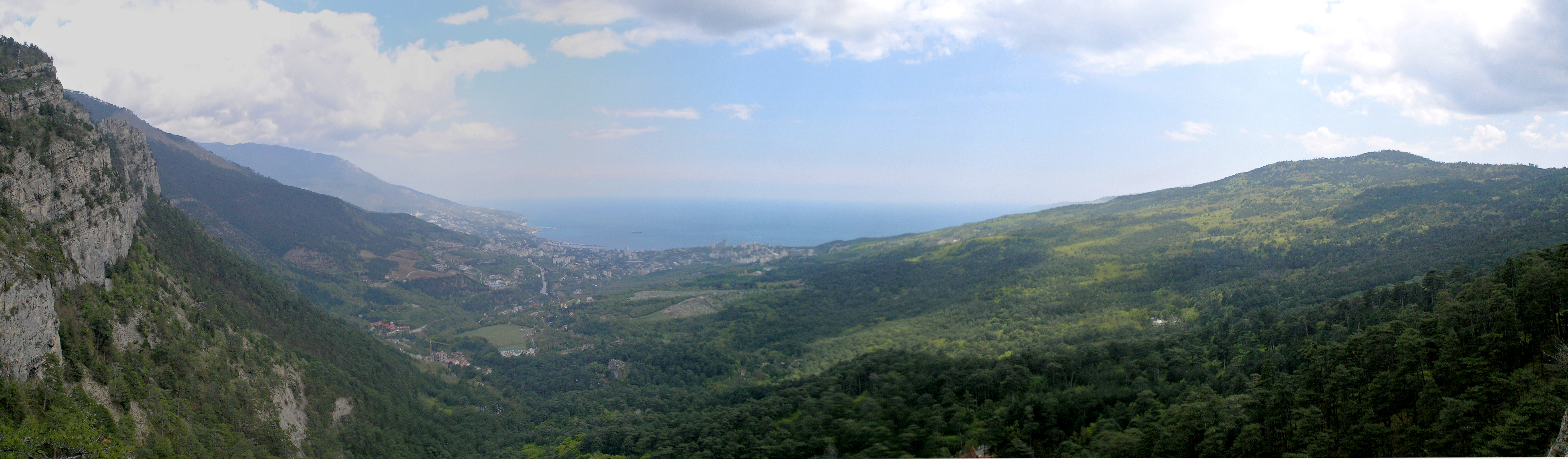
Panorama Gór Krymskich, w oddali widoczne Morze Czarne

## Flora
Naturalna roślinność Ukrainy, zwłaszcza stepowa, na wielkich obszarach ustąpiła miejsca uprawom rolnym, które łącznie zajmują około 2/3 powierzchni kraju. Północna i zachodnia część kraju leży w strefie lasów liściastych, gdzie rosną dąbrowy z dębem szypułkowym, a na zachodzie także buczyny z bukiem zwyczajnym. Na północy Ukrainy rosną bory sosnowe z sosną zwyczajną. Środkowa część kraju leży w strefie lasostepu (z dąbrowami i bujnymi stepami łąkowymi). Część Ukrainy na południe od linii Bałta–Połtawa znajduje się w strefie suchych stepów ostnicowych. W Górach Krymskich rosną lasy dębowe (z dębem szypułkowym, bezszypułkowym i omszonym), sosnowe (z sosną krymską Pinus Pallasiana) i bukowe (z bukiem wschodnim Fagus orientalis). Na południowym wybrzeżu Krymu występują liczne gatunki roślinności śródziemnomorskiej. Na Podkarpaciu występują dąbrowy i buczyny. W Karpatach występują piętrowość roślinna. Piętra dolnoreglowych buczyn rosną do 1250 m n.p.m. górnoreglowe piętra to świerczyny do 1550 m n.p.m. Kosodrzewiny występują do 1850 m n.p.m. a nad nimi znajdują się połoniny (hale alpejskie). Lesistość kraju wynosi 15,3%, z tego na Polesiu znajduje się 25% lasów, w Karpatach – 40%, w Górach Krymskich – 10%). Obszary bagienne (głównie niskie) zajmują około 19 tys. km². Największe kompleksy bagien występują na Polesiu (zwłaszcza w obwodach wołyńskim i rówieńskim), miejscami (w górnym i środkowym biegu Prypeci). Na Ukrainie występują rozległe torfowiska, które spotkać można w dolinach Desny i w jej głównego dopływu — rzece Sejm. Torfowiska występują też w środkowym biegu Dniepru i Dźwiny oraz w górnym Dniestru.

## Fauna
Fauna na Ukrainie jest urozmaicona, Ukraina dzieli się na dwa rodzaje obszarów zoogeograficznych wschodzące w skład Obszaru Europejskiego, są to: gatunki charakterystyczne dla lasów mieszanych Europy na zachodzie Ukrainy i gatunki charakterystyczne dla obszarów stepowych na wschodzie Ukrainy. W lasach na Ukrainie żyją rysie, wilki, dziki i kuny, oraz bardzo dużo innych gatunków zwierząt leśnych. W jeziorach i rzekach występują bobry i wydry, a spośród ryb zaliczyć należy  karpie, leszcze i sumy. Środkowa i przede wszystkim wschodnia część Ukrainy to ssaki, takie jak chomiki i susły a także ptaki. W Karpatach z wyjątkiem rysia i wilka, występują również niedźwiedzie brunatne.

## Ekologia
Naturalne środowisko Ukrainy uległo znacznemu przekształceniu i zniszczeniu. Największą katastrofę ekologiczną spowodowała awaria w Czarnobylskiej Elektrowni Jądrowej (26 IV 1986). Izotopem cezu  zostało skażone 21% powierzchni kraju (głównie w obwodach: kijowskim, żytomierskim i czernihowskim). W zagłębiach: Donieckim, Krzyworoskim i Dnieprzańsko-Donieckim oraz w okolicy Kałusza doszło do mechanicznego przekształcenia i niekiedy całkowitego zniszczenia pokrywy glebowej wskutek prac górniczych i składowania odpadów. Erozją jest dotknięte 29% powierzchni gruntów ornych (w czarnoziemnych obszarach prawobrzeżnej Ukrainy i na Wyżynie Donieckiej — 60%). W południowej części Ukrainy, a także na terenach przyległych do sztucznych zbiorników wodnych występuje duże zasolenie gleb. Zmianom uległy również stosunki wodne, zwłaszcza w dolinie Dniepru (kaskada 6 zbiorników zaporowych) i na Polesiu (prace melioracyjne). Zrzuty ścieków przemysłowych, komunalnych i wód pokopalnianych oraz skażonych promieniotwórczo znacznie pogorszyły jakość wód Dniepru, Prypeci, Dońca i wielu innych rzek.

## Podział administracyjny
Terytorium Ukrainy dzieli się:

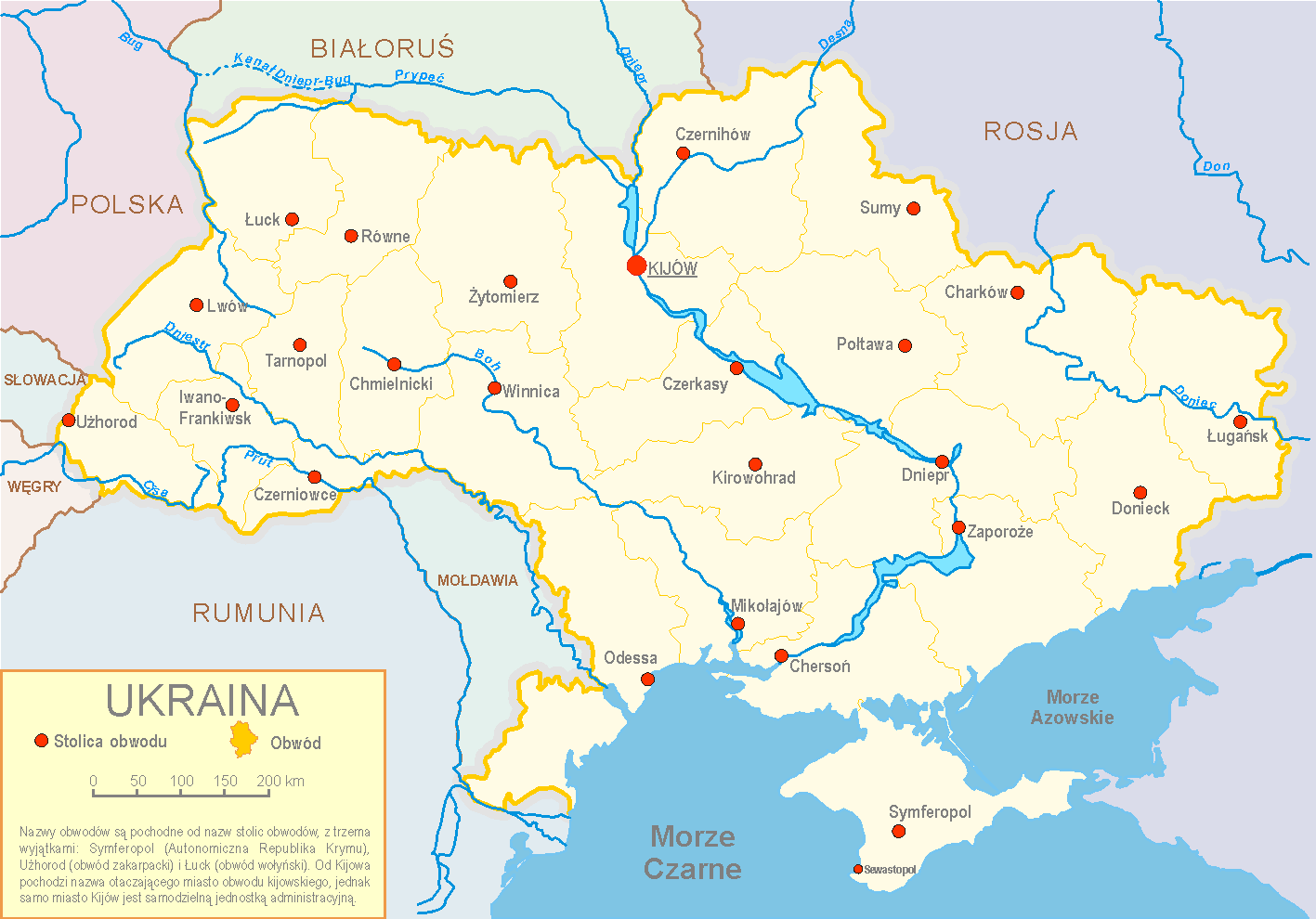

- w I rzędzie – na 24 obwody (ukr. область (IPA: oblast')) + 2 miasta wydzielone (Kijów i Sewastopol) oraz 1 republikę autonomiczną – Republikę Autonomiczną Krymu, posiadającą własną konstytucję i rząd
- w II rzędzie – na 492 rejony (inaczej powiaty, ukr. pайон (IPA: rajon))
- w III rzędzie – na 11 064 rady wiejskie

W 2005 roku na Ukrainie znajdowało się: 457 miast (z których 178 było znaczenia państwowego, republikańskiego i obwodowego, a 278 – znaczenia rejonowego) i 885 osiedli typu miejskiego. Miast dzielących się na wewnętrzne rejony było 26 (ze 118 rejonami miejskimi).
W tym samym czasie na Ukrainie znajdowało się 28 562 wsi, z tego 1365 to przysiółki bez rad wiejskich.

## Podział regionalny Ukrainy
Współcześnie wyróżnia się na Ukrainie (niezależnie od podziału administracyjnego) pięć regionów: Zachodnią Ukrainę, Wschodnią Ukrainę, Południową Ukrainę, Północną Ukrainę i Środkową (Centralną) Ukrainę.

## Regionalizacja fizycznogeograficzna
Osobny artykuł: Regionalizacja fizycznogeograficzna Ukrainy